# NGC 6878A
NGC 6878A is een balkspiraalstelsel in het sterrenbeeld Boogschutter. Het hemelobject werd op 27 juli 1834 ontdekt door de Britse astronoom John Herschel.

## Synoniemen
- ESO 284-29
- MCG -7-41-13
- PGC 64314